# 城郊镇 (邵武市)
城郊镇，是中华人民共和国福建省南平市邵武市下辖的一个乡镇级行政单位。

## 行政区划
城郊镇下辖以下地区：
紫金社区、莲塘村、朱山村、香铺村、山口村、隔应村、高南村、台上村、芹田村和莆明村。